# Scriptania cana
Scriptania cana là một loài bướm đêm trong họ Noctuidae.